# Klášter Prohor Pčinjski
Klášter Prohor Pčinjski (v srbské cyrilici Манастир Прохор Пчињски, v latince Manastir Prohor Pčinjski) se nachází v jižním Srbsku, nedaleko od hranic se Severní Makedonií, cca 30 km od města Vranje. V jeho blízkosti se také rozkládá horský masiv Kozjak a řeka Pčinja. Nedaleko od kláštera se nachází také ještě vesnice Klenika. Podle historických údajů nechal v 11. století zbudovat klášter byzantský císař Roman IV. Diogenes jako poděkování svatému Prohoru Pčinjskému, za to, že mu zvěstoval zprávu, že se stane císařem. Klášter dnes funguje jako náboženské a vzdělávací centrum svého kraje. Nachází se v něm bohoslovecká škola, přepisují se v něm historické texty a vyučuje se ikonopísectví.

## Historie
Politické události, které se odehrály na konci 10. a začátku 11. století, měly za následek zvýšený zájem Byzantinců o tyto oblasti. Vítězstvím Basilea II. (976 - 1025 nad Samuelem I. získala Byzanc dříve ztracená území na balkánském poloostrově. To také znamenalo potřebu obnovy politické a církevní správy. Na základě císařovy charty z roku 1020 reorganizoval Basileos II. ochridský patriarchát. Byl zřízen nový Morzovický episkopát, do kterého spadalo i okolí Kozjaku, kde se nachází i dnešní klášter. Byzantským císařem, který se zasloužil o vybudování tohoto kláštera, byl Roman IV. Diogenes. Archeologické výzkumy prokázaly, že se na místě dnešního kláštera nacházel na přelomu 11. a 12. století nevelký jednolodní kostel.
Podle písemných dokumentů, které zanechal Štěpán I. Prvověnčaný obsadili Nemanjićové někdy mezi lety 1180 až 1190 okolí dnešního města Vranje, a tedy i dnešní klášter. Ten byl následně začleněn do církevní správy srbského státu, ve které zůstal až do dobytí Turky.
Jedna od nejrozsáhlejších přestaveb byla ta, kterou inicioval král Milutin a která se konala v letech 1316 a 1317. Pozval navíc soluňské malíře Mihaila a Evtihie, aby vyzdobili nový chrám. Nedlouho po Bitvě na Kosově poli (v roce 1454) byl klášter rozbořen postupující osmanskou armádou. V roce 1489 byl opětovně obnoven Marinem z Kratova. Nové fresky v interiéru hlavního chrámu patřily z uměleckého hlediska mezi klíčová díla své doby.
V roce 1755 byl klášter těžce poškozen při zemětřesení a z řady původních středověkých zdí přežila pouze jižní vstupní brána.
Dnešní podoba památky pochází z poloviny 19. století. Původní komplex doplnily navíc dva bytové domy a také mlýn.
2. srpna 1944 se v klášteře konalo první zasedání makedonských komunistů a antifašistů, známé pod názvem ASNOM, které položilo základy moderní republiky Makedonie. Do roku 1990 v něm také sídlilo i muzeum, věnované této události. Po nárůstu nacionalistických vášní mezi Srby však srbská pravoslavná církev rozhodla o nezbytnosti jeho vystěhování. To vedlo k ostrému střetu mezi Srby a Makedonci (resp. makedonskou pravoslavnou církví), kteří jej na 2. srpna, svůj Den státnosti často navštěvovali. Makedonští nacionalisté na protest žádali připojení tohoto kláštera k Makedonii, což však nebylo vyslyšeno. V současné době se tedy muzeum ASNOMu nachází na území Severní Makedonie.
Od roku 1950 je klášter evidován jako kulturní památka.
V roce 2021 oslavil klášter 950 let své existence.